# Alfons De Winter
Alphonse François Marie De Winter (Anversa, 12 settembre 1908 – 7 luglio 1997) è stato un allenatore di calcio e calciatore belga, di ruolo centrocampista.

## Palmarès

### Club

#### Competizioni nazionali
- Campionato belga: 2

Beerschot: 1937-1938, 1938-1939